# مشاري العرادة
مشاري العرادة (27 شوال 1402 هـ / 17 أغسطس 1982 - 20 ربيع الآخر 1439 هـ / 7 يناير 2018)، منشد وملحن كويتي.

## عن حياته
ولد في منطقة اليرموك في محافظة العاصمة، درس فيها رياض الأطفال الابتدائية والمتوسطة، كما درس الثانوية في «مدرسة الأصمعي» في قرطبة، ثم درس وتخرج من جامعة الكويت كلية الآداب قسم الفلسفة والتخصص المساند من كلية الشريعة والدراسات الإسلامية، كما درس في جامعة الشارقة انتداباً لمدة سنة واحدة، بعد ذلك عمل في وزارة التربية والتعليم في دولة الكويت ثم انتقل إلى العمل في القطاع الخاص ثم انتقل إلى العمل الإعلامي في المجال الخيري والتطوعي لعدة جهات ومؤسسات أهلية وحكومية، آخرها الأمانة العامة للأوقاف بدولة الكويت.

### مسيرته الفنية
بدأ في مجال النشيد وهو في سن الطفولة وكان أول إصدار شارك فيه عام 1995 وهو عبارة عن مجموعة أناشيد شعبية وتراثية، بعد ذلك استمر في المشاركة في المهرجانات داخل الكويت وتسجيل مجموعة من التسجيلات الفردية، إلى أن شارك في أول ألبوم له عام 1999 بعنوان «المجددون» مع مجموعة من المنشدين، ثم استمرت الإنتاجات الفنية والمشاركات المختلفة في المهرجانات داخل الكويت وخارجها مثل الإمارات والمملكة العربية السعودية وفي بريطانيا وأندونيسيا وأستراليا، وأصدر سلسلة يا رجائي الشهيرة حيث صور منها نشيدة فرشي التراب ولاقت نجاحاً كبيراً وصدى واسع في القنوات الفضائية، وكان آخر إصدارات هذه السلسلة هو يا رجائي الرابع.
اهتم بالمجال الفني والإعلامي والأدبي ومختلف الفنون الإسلامية والعالمية، كما له مشاركات في العديد من المهرجانات والمؤتمرات التي اهتمت بالنشيد والفن الإسلامي في الكثير من الدول فيما يقارب 20 مهرجان واحتفال وأوبريت وله في المجال الخيري ما يقارب 25 عمل تعاون فيها مع العديد من المؤسسات الخيرية والتطوعية، وأصدرت له «وزارة الأوقاف والشئون الإسلامية» عملين مصورين هما رمضان وزمان أول وساهم بالتنفيذ شركة جلف ميديا للخدمات الإعلامية ومؤخرا كانت له مشاركات متميزة في الأوبريتات الوطنية، كما له مشاركات مختلفة في مجال الكتابة في مجلة البشرى وشبكة إنشادكم العالمية ودار ناشري الإلكترونية ويستعد لطرح العديد من الإصدارات في هذا المجال.

### تعاوناته
في مجال الكلمات قام بالتعاون مع العديد من الشعراء منهم مبارك العنزي وحمد المير وأحمد الكندري ومصعب الرويشد وعبد الله الحوطي وندى الرفاعي وماجد الجبري ومحمد غنيم وأحمد الغزالي والدكتور عبد المحسن الطبطبائي والشاعر طلال الخضر والدكتور معتصم الحريري، وفي مجال الإخراج فقد شارك بثلاث أعمال مصورة مع المخرج عبد الله الحمد وكانت أعمال ناجحة وتعتبر من بدايات النشيد في مجال الفيديو كليب كما شارك مع المخرج سعد القحطاني في عمل فيديو كليب وهو «تصوّر لو يجيلك يوم» وكان إنتاج خاص بالإعلام الديني في وزارة الأوقاف الكويتية وفي شهر رمضان لعام 2011 أصدر له نشيدتين هما «خير يجمعنا» من إنتاج الهيئة الخيرية الإسلامية العالمية ونشيدة «أيامن جدد الإيمان» لصالح بنك بيت التمويل الكويتي وأخيراً أوبريت «خليجنا واحد» من إنتاج «وزارة الأوقاف والشئون الإسلامية».

## الجوائز والتكريمات
- كرّمه الشيخ صباح الأحمد الجابر الصباح أمير دولة الكويت في حفل شكراً معلمي وذلك لمشاركاته المتميزة في الأوبريتات الوطنية التي قدمها وعلى جهوده في مجال الموسيقى من ألحان وأداء.
- كما كُرِّم في حفل ديوان الخير بدولة الكويت ولُقِّبَ بمنشد الخير عرفاناً بالدور الذي يقوم به في المجال الخيري الإعلامي، وقد أقيم الحفل بمشاركة مؤسسات وجمعيات الكويت.
- كما كرمته مؤسسة إذاعة وتلفزيون الشارقة في عدة مشاركات وذلك لمشاركته الفاعلة في عدة برامج ولقاءات ولدوره في غناء أكثر من وصلة خاصة لإذاعة الشارقة والذي أثمر عن تعاون استمر سنوات طويلة.

## أعماله

### الأناشيد والأعمال الفنيّة
| العمل              | كلمات                  | ألبوم           | التوزيع     | الأستديو                |
| ------------------ | ---------------------- | --------------- | ----------- | ----------------------- |
| بكل الشوق          | قديم                   | المجددون        | توزيعه      | استديو عبد الله الرويشد |
| سألت يا فجر        | كلماته                 | المجددون        | توزيعه      | استديو رومكو            |
| مولاي              | مكتوبة قديما           | العزائم 2       | عمران البني | الصوت الدولي            |
| أكرم بأحمد         | مكتوبة قديما           | رسائل           | عمران البني | الصوت الدولي            |
| آمنت أن الآخرة     | تراثية                 | رسائل           | عمران البني | الصوت الدولي            |
| إن لله رجالاً       | محمد الحسيان           | بوابة المجد     | عمران البني | الصوت الدولي            |
| من الفرقة          | كلماته                 | بوابة المجد     | عاصم البني  | آمار ميديا              |
| الله كافٍ           | أبو العتاهية           | بوابة المجد     | توزيعه      | استديو عبد الله الرويشد |
| عمر الفاروق        | قديم                   | هل ترانا نلتقي  | توزيعه      | استديو عبد الله الرويشد |
| أمعلمي             | حمد المير              | أمعلمي          | عاصم البني  | جلف ميديا               |
| سلام الله يا أمي   | قديم                   | أمي الحبيبة     | غسان جميل   | أجيال للإنتاج الفني     |
| ثابت على قيمي      | طلال الخضر             | ركاز            | سلمان الملا | استديو دندون            |
| حلو نعيش بمسئولية  | طلال الخضر             | ركاز            | سلمان الملا | دندون                   |
| أتدري من يزيل الهم | عبد المحسن الطبطبائي   | منفرد           | سلمان الملا | دندون                   |
| يا سريع الغوث      | للإمام عبد الله الحداد | منفرد           | سلمان الملا |                         |
| ها نحن عدنا        | أحمد رامي              | اتحاد بريطانيا  | عاصم البني  | جلف ميديا               |
| إذا هجم الشقاء     | طلال الخضر             | تاج الوالدين    | عاصم البني  | جلف ميديا               |
| إذا ما اعترى القلب | طلال الخضر             | عشانك أصلي      | حمود الخضر  |                         |
| خفي اللطف          | محمود حسن              | خفي اللطف       | عاصم البني  | جلف ميديا               |
| تسمو بالروح        | محمد غنيم              | التنمية الأسرية | عاصم البني  | جلف ميديا               |
| مالي سواك          | يوسف القرضاوي          | مالي سواك       | عمران البني | الصوت الدولي            |

### الأناشيد المصورة
- 2004: فرشي التراب.
- 2005: رمضان.
- 2006: زمان أول
- 2009: تصوّر.
- 2010: على الإحسان.
- 2011: خير يجمعنا .

### الألبومات
- 2002: يا رجائي الأول: أمي فلسطين، العفو منك إلهي، الحمد لله.
- 2003: يا رجائي الثاني: أمي فلسطين 2، إليك أفر من زللي، أشرق النور، بك أستجير.
- 2004: يا رجائي الثالث: فرشي التراب، وشاطىء، تبارك ذو الجلال، قف في الحياة.
- 2007: يا رجائي الرابع: باب الرجاء، يا نور هذا الكون، أسري إليك، أودى الهوى، صلى عليك الله، يا أخا اللوم، رمضان، جد بلطفك، غربتي.

## المهرجانات والأوبريتات الإنشادية
- الرياض،  السعودية - مهرجان التربية الإنشادي.
- الكويت - المهرجان الإنشادي السادس.
- الكويت - مهرجان الأمانة تجمعنا.
- الكويت - مهرجان جمعية الإصلاح الاجتماعي.
- الكويت - مهرجان لن تسقط القلاع.
- أم القيوين،  الإمارات العربية المتحدة - مهرجان القدس.
- الشارقة،  الإمارات العربية المتحدة - مهرجان قصر الثقافة الإنشادي.
- راس الخيمة،  الإمارات العربية المتحدة - مهرجان رأس الخيمة الإنشادي.
- دبي،  الإمارات العربية المتحدة - مهرجان ملتقى العائلة لعام 2010.
- دبي،  الإمارات العربية المتحدة - مهرجان ملتقى العائلة لعام 2011.
- الكويت - مهرجان احتفالية الكويت الأربعون في سفارة الكويت الأندونيسية.
- بريطانيا،  المملكة المتحدة مهرجان اتحاد الطلبة - المملكة المتحدة (بريطانيا)
- أستراليا - مهرجان أصوات من نور بعام 2011.
- الكويت - أوبريت شكراً معلمي - جمعية المعلمين الكويتية.
- الكويت - أوبريت دور القرآن الكريم الأول.
- الكويت - أوبريت دور القرآن الكريم الثاني.
- الكويت - أوبريت قصة نجاح - الأمانة العامة للأوقاف.
- عُمان - مهرجان جامعة السلطان قابوس.
- قطر - مهرجان الخيمة الرمضانية.

## وفاته
توفي مشاري العرادة في يوم الأحد 20 ربيع الآخر 1439 هـ الموافق 7 يناير 2018 إثر حادث سير في السعودية. وكتب القارئ مشاري العفاسي تغريدة يقول فيها: «اللهم اغفر لعبدك مشاري العرادة وأسكنه فسيح جناتك.» وكتب الشيخ نبيل العوضي تغريدة يقول فيها: «إن صاحب الصوت الذي كان يذكرنا بما بعد هذه الحياة الدنيا غادرنا إلى رب رحيم، سائلا الله أن يغفر له ويرحمه.»

## روابط خارجية
- مشاري العرادة على موقع ميوزك برينز (الإنجليزية)